# Französisch-türkische Beziehungen
Die Französisch-türkischen Beziehungen sind das zwischenstaatliche Verhältnis zwischen Frankreich und der Türkei. Bereits im 16. Jahrhundert schlossen das Königreich Frankreich und das Osmanische Reich ein Bündnis, welches über mehrere Jahrhunderte anhielt. Nach dem Ägyptenfeldzug Napoleons endete die französisch-türkische Allianz und beide Länder standen sich später im Ersten Weltkrieg als Kriegsgegner gegenüber. Nach dem Ende des Osmanischen Reiches nahm die 1923 ausgerufene Republik Türkei unter Mustafa Kemal Atatürk diplomatische Beziehungen zu Frankreich auf und orientierte sich am französischen laizistischen Staatsmodell. Die Beziehungen waren danach weitgehend problemfrei und die Türkei trat nach dem Ende des Zweiten Weltkriegs der NATO 1952 bei, einer Militärallianz, in der Frankreich drei Jahre zuvor zu den Gründungsmitgliedern gehört hatte. Im 21. Jahrhundert wurden die türkischen Beziehungen in der Amtszeit von Recep Tayyip Erdoğan zunehmend belastet, da beide Länder in Nordafrika und im östlichen Mittelmeerraum verstärkt um Einfluss konkurrierten. Auch hinsichtlich eines möglichen EU-Beitritts der Türkei hat sich Frankreich wiederholt skeptisch geäußert. Der Einfluss der Türkei auf den Islam in Frankreich und die französischen Gegenmaßnahmen hat zusätzliche Konflikte zwischen beiden Staaten verursacht.

## Geschichte

### Französisch-osmanische Beziehungen

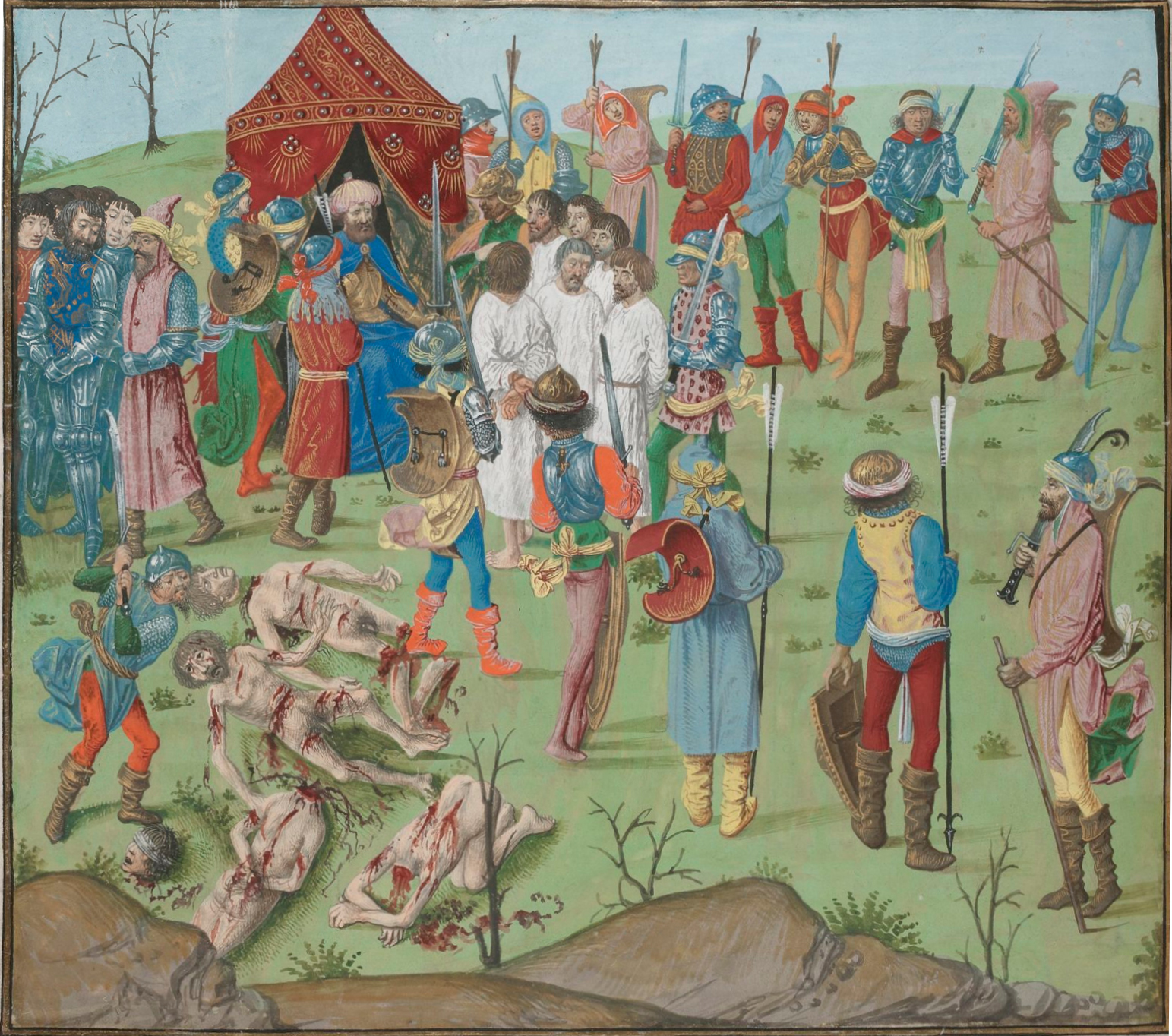
Hinrichtung christlicher Gefangener durch Bayezid I. nach der Schlacht von Nikopolis (1396)

Im Jahr 1396 nahm Jean Le Maingre, Marschall von Frankreich, am gemeinsamen französisch-ungarischen Kreuzzug gegen die osmanischen Türken teil, der am 28. September in der Schlacht von Nikopolis scheiterte. Le Maingre wurde vom osmanischen Sultan Bayezid I. als Geisel genommen, entging aber im Gegensatz zu vielen seiner Kameraden der Hinrichtung und wurde schließlich freigekauft. Philipp von Artois, Graf von Eu, der Constable von Frankreich, wurde in der Schlacht gefangen genommen und starb später in Gefangenschaft. Zum ersten offiziellen diplomatischen Kontakt zwischen Frankreich und den Osmanen kam es 1483, als Sultan Bayezid II. einen Botschafter nach Frankreich entsendete. Die französisch-osmanische Allianz war ein Bündnis, das 1536 zwischen dem französischen König Franz I. und dem osmanischen Sultan Süleyman dem Prächtigen geschlossen wurde, nachdem beide Staaten sich vorher angenähert hatten. Ziel von Franz I. war es, einen Verbündeten gegen die Habsburger zu finden (siehe französisch-habsburgische Rivalität). Durch die Allianz mit den Osmanen versuchten sich die französischen Könige aus einer möglichen Umklammerung durch die Habsburger zu lösen, wobei das Bündnis des katholischen Frankreichs mit den muslimischen Osmanen das erste derartige Bündnis war und einen Skandal in der christlichen Welt auslöste. Im Rahmen der Allianz etablierten Frankreich und die Osmanen enge Handels- und diplomatische Beziehungen und kooperierten militärisch. Im 16. Jahrhundert führten beide Mächte gemeinsam Krieg gegen Spanien und osmanische Goldmünzen halfen den Franzosen Allianzen mit deutschen Fürsten zu schließen. Der Sklavenhandel und die Freibeuterei der aus dem osmanischen Algerien stammenden Barbaresken-Korsaren waren allerdings über Jahrhunderte hinweg ein großes Problem, was zu regelmäßigen Strafexpeditionen Frankreichs führte (1661, 1665, 1682, 1683, 1688). Der französische Admiral Abraham Duquesne bekämpfte die Korsaren 1681 und bombardierte Algier zwischen 1682 und 1683, um christlichen Gefangenen zu helfen. Trotz des Bündnisses stand Frankreich nicht bei allen Türkenkriegen auf osmanischer Seite und bei der Schlacht bei St. Gotthard (1664) unterstützte ein französisches Heer das Heilige Römische Reich und die Habsburger gegen die Osmanen.

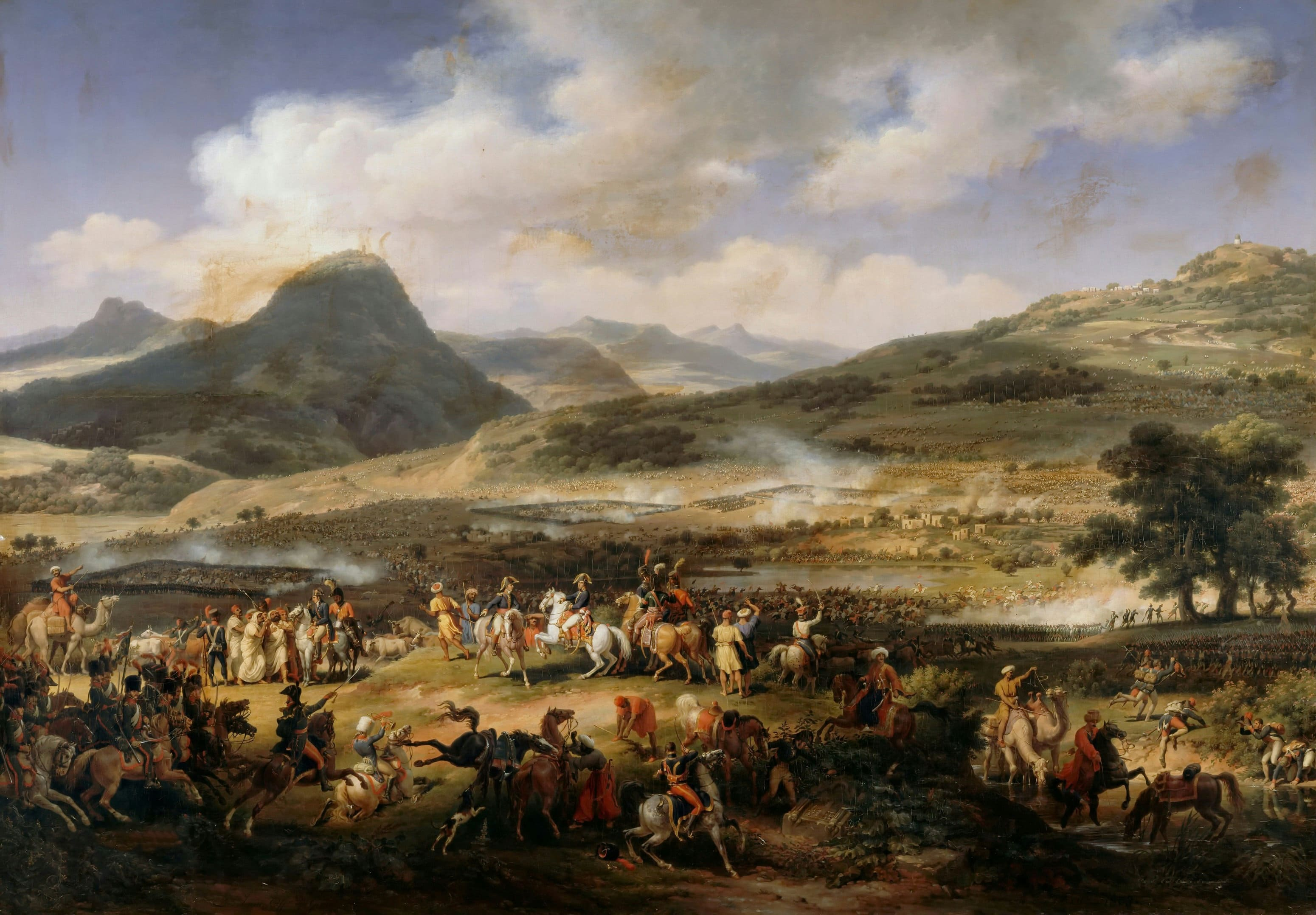
Schlacht am Berg Tabor im osmanischen Syrien (1799)

Trotz dieser Konflikte hielt das nie offiziell festgeschriebene, aber immer wieder verlängerte Bündnis bis zu der Ägyptischen Expedition (1798–1801) von Napoleon Bonaparte an. Während des Krimkriegs (1853–1856) unterstützten Großbritannien und die Franzosen die Osmanen gegen das Russische Reich, da beide Mächte eine Expansion der Russen in den Mittelmeerraum fürchteten. Zu kriegerischen Auseinandersetzungen mit den Osmanen kam es während des Ersten Weltkriegs, insbesondere in den Gallipoli-Feldzügen, wo die französischen Streitkräfte allerdings weniger stark engagiert waren als die britischen Truppen, und erneut zwischen 1919 und 1921 in der Phase des türkischen Unabhängigkeitskriegs, im Kilikienkrieg. Im Sykes-Picot-Abkommen zwischen Briten und Franzosen wurde Frankreich anfangs eine große Einflusszone von Anatolien bis in den Libanon zugesprochen. Die Franzosen im Bündnis mit der Armenischen Legion stießen allerdings auf den entschlossenen Widerstand türkischer Unabhängigkeitskämpfer unter Führung von Mustafa Kemal Atatürk. Mit dem am 20. Oktober 1921 zwischen den beiden Ländern unterzeichneten Abkommen von Ankara gab Frankreich als erste westliche Macht die Ansprüche auf Gebiete in Anatolien auf und erkannte die neue türkische Regierung mit Sitz in Ankara damit de facto an.

### Französisch-türkische Beziehungen
Atatürk, der Staatsgründer der Türkei, sah Frankreich als Modell an und orientierte sich beim Aufbau des neuen Staats am französischen Laizismus und Bildungswesen. Die frühen Beziehungen der Atatürk-Regierung zu Frankreich waren auf dieser Grundlage gut. Durch die Auflösung des Osmanischen Reiches grenzte die Republik Türkei an das französische Völkerbundmandat für Syrien und Libanon, was die Türkei zwar akzeptierte, jedoch stellten türkische Nationalisten Ansprüche auf den Sandschak Alexandrette. Nach Verhandlungen mit Frankreich wurde 1938 die Republik Hatay ausgerufen, die bald darauf von der Türkei als Provinz Hatay annektiert wurde. Bei den vorausgegangenen Verhandlungen kamen die Franzosen den Türken entgegen, auch um die türkische Neutralität im bald darauf folgenden Zweiten Weltkrieg zu sichern. Im Oktober 1939 wurde ein gegenseitiges Verteidigungsbündnis zwischen der Türkei, Frankreich und dem Vereinigten Königreich geschlossen, welches allerdings nicht zu einer türkischen Beteiligung am Krieg führte, da die Türkei einen Konflikt mit der Sowjetunion fürchtete und Frankreich rasch von NS-Deutschland besiegt und besetzt wurde. Die Türkei erkannte zuerst das prodeutsche Vichy-Regime an, unterhielt jedoch auch Kontakte zum freien Frankreich unter Charles de Gaulle, welches 1944 von der Türkei als legitime Regierung Frankreichs anerkannt wurde. Gegen Kriegsende erklärte die Türkei im Februar 1945 den Achsenmächten den Krieg, was allerdings nur noch rein symbolische Bedeutung hatte.
Nach dem Ende des Krieges stellte die Sowjetunion unter Josef Stalin, die sich in einer Position der Stärke wähnte, territoriale Ansprüche auf Gebiete in der Osttürkei, was die Türkei ins westliche Lager trieb. Die Türkei trat deshalb 1952 der NATO bei, der Frankreich bereits angehörte. In der Frühphase des Kalten Kriegs lehnte sich die Türkei eng an die USA an, während Frankreich sich auf die Europäische Integration konzentrierte und Distanz zu den Amerikanern wahrte, weshalb nur wenig intensive strategische Beziehungen zur Türkei bestanden. Der Algerienkrieg belastete die Beziehungen, als die Türkei 1957 die Franzosen zum Rückzug aus dem ehemals osmanischen Algerien aufforderten, da sie fürchteten in der islamischen Welt bei einer anhaltenden Unterstützung Frankreichs isoliert zu werden und der Befreiungskampf der Algerier auch bei zahlreichen Türken Unterstützung fand. 1957 und 1959 gelangten Waffen von der Türkei aus an die algerische Nationale Befreiungsfront.
Mit dem Militärputsch in der Türkei 1960 und dem Ende des Algerienkriegs 1962 erwärmten sich die französisch-türkischen Beziehungen. Die 1960 an die Macht gekommene türkische Regierung verfolgte eine von den USA unabhängigere Linie und Frankreichs Charles de Gaulle unterstütze nach anfänglichem Widerstand die Annäherung der Türkei an die EWG, was im September 1963 zum Abschluss des Assoziierungsabkommen EWG – Türkei führte. In den 1960er Jahren wurden die wirtschaftlichen und politischen Beziehungen beider Länder deutlich intensiver. Frankreich leistete Wirtschaftshilfe an die Türkei und 1965 wurde ein Migrationsabkommen für die Entsendung türkischer Gastarbeiter nach Frankreich abgeschlossen. Im Juni 1967 besuchte der türkische Präsident Cevdet Sunay Paris und traf auf De Gaulle, was das erste Treffen zwischen einem türkischen und französischen Staatschef seit dem 19. Jahrhundert darstellte. Ein Jahr darauf bereiste De Gaulle die Türkei und besuchte das Atatürk-Mausoleum.
De Gaulles Nachfolger Georges Pompidou (1969–1974) versuchte, die guten Beziehungen zu Frankreich beizubehalten und auch der neuerliche Militärputsch in der Türkei 1971 beeinflusste die guten Beziehungen zu Frankreich kaum. 1973 kam es jedoch zu einer diplomatischen Krise, als in Marseille in unmittelbarer Nähe zum ansässigen türkischen Konsulat ein Monument für die Opfer des Völkermords an den Armeniern errichtet wurde, was die Türkei als Provokation auffasste. Während der Zypernkrise 1974 unterstütze Frankreich Griechenland und verurteilte die türkische Besetzung Nordzyperns. Ein Jahr später wurde der türkische Botschafter in Frankreich, İsmail Erez, von armenischen Terroristen ermordet. Nach dem türkischen Militärputsch 1980 verurteilte Frankreich die Repressionen der Militärjunta und nahm zahlreiche Oppositionelle aus der Türkei auf, darunter auch kurdische Unabhängigkeitsaktivisten, was die Beziehungen zur Türkei weiter belastete. Erst Mitte der 1980er Jahre näherten sich beide Länder unter François Mitterrand wieder an.

#### Seit 2000
Im Jahr 2001 erkannte Frankreich die Massaker an den Armeniern im Osmanischen Reich offiziell als Völkermord an, was für verärgerte Reaktionen in der Türkei sorgte, die bilaterale Abkommen zur militärischen Zusammenarbeit mit Frankreich als Reaktion darauf aufkündigte. In der Regierungszeit von Recep Tayyip Erdoğan (ab 2003) sorgte dessen Neo-Osmanismus in der Außenpolitik in Verbindung mit einer Abkehr vom vorigen Laizismus für durchwachsene Beziehungen mit Frankreich. 2007 erklärte der französische Präsident Nicolas Sarkozy, dass „die Türkei keinen Platz in der Europäischen Union hat“. Sein Vorgänger Jacques Chirac hatte sich noch offen für einen Beitrag der Türkei gezeigt. Sarkozy bot der Türkei stattdessen eine „privilegierte Partnerschaft“ an und propagierte die Union für den Mittelmeerraum als Alternativen für den EU-Beitritt der Türkei. Seine Ablehnung begründete er mit der geografischen Lage und der mehrheitlich muslimischen Bevölkerung der Türkei. In Ankara kam dies schlecht an und Sarkozy wurde in der türkischen Presse als Feind der Türkei dargestellt. Die Beziehungen zur Türkei verschlechterten sich deshalb in seiner Amtszeit. Nach der Verabschiedung eines französischen Gesetzentwurfs am 22. Dezember 2011, der die Leugnung des Völkermords an den Armeniern zu einem Verbrechen macht, fror die türkische Regierung die bilateralen Beziehungen und politischen Treffen mit Frankreich ein. Die Türkei hob auch die Genehmigung für das Anlegen französischer Kriegsschiffe und die Landung französischer Militärflugzeuge in der Türkei auf. Vom Conseil constitutionne wurde das Gesetz später Rückgängig gemacht, was eine anhaltende politische Krise mit der Türkei abwendete.

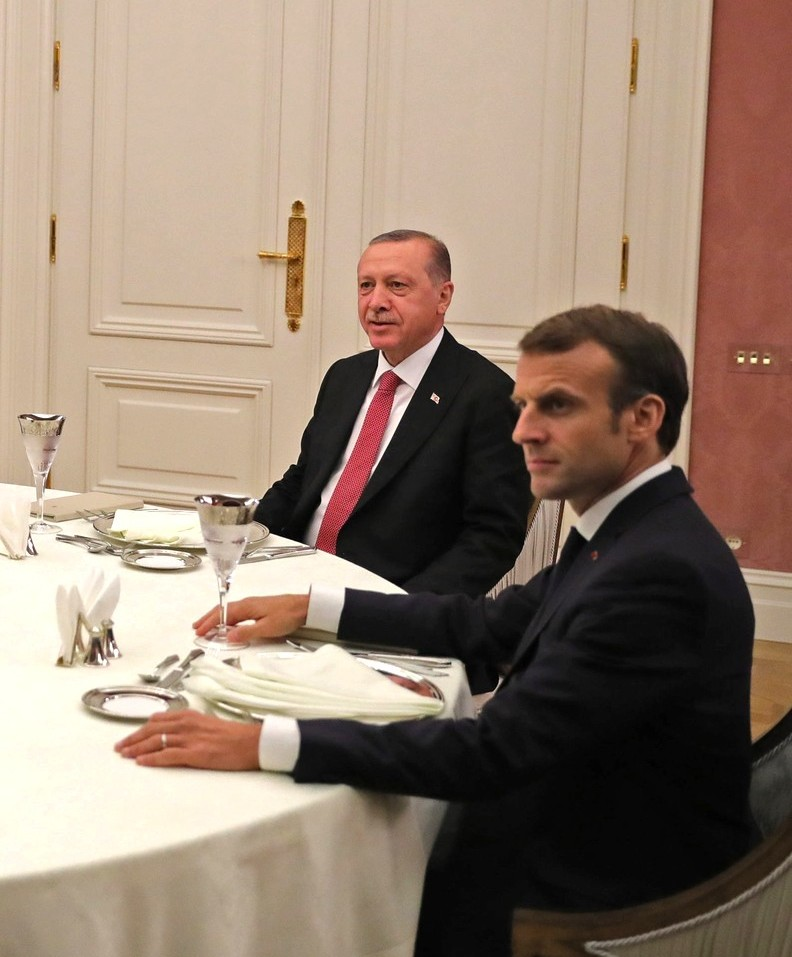
Recep Tayyip Erdoğan und Emmanuel Macron (2018)

Während der Amtszeit von François Hollande kooperierten Frankreich und die Türkei bei der Intervention in Libyen 2011, der Unterstützung der syrischen Opposition im dortigen Bürgerkrieg und beim Kampf gegen den Islamischen Staat. Nach dem Anschlag auf Charlie Hebdo in Paris 2015 verurteilte der türkische Präsident Erdoğan den Terror, aber gleichzeitig auch die antimuslimischen Karikaturen von Charlie Hebdo. Im östlichen Mittelmeerraum entwickelte sich in den Amtszeiten von Hollande und Emmanuel Macron ab 2017 eine zunehmende französisch-türkische geopolitische Rivalität im östlichen Mittelmeerraum. So unterstütze die Türkei in Libyen die Regierung der Nationalen Übereinkunft gegen den von Frankreich unterstützten Abgeordnetenrat von General Haftar. Frankreich unterstützte zudem Zypern und Griechenland in ihrem Streit mit der Türkei um den Verlauf der Seegrenzen im Mittelmeer, wo ein Wettlauf um die Förderung der Erdgasvorkommen ausbrachist. In Reaktion darauf hat Frankreich mit Zypern (2017) und Griechenland (2020) Abkommen zur maritimen militärischen Zusammenarbeit geschlossen.
Mit der Finanzierung islamischer Organisationen in Frankreich hat die Türkei versucht Einfluss auf französische Muslime zu gewinnen, so z. B. durch die Ausbildung von Imamen und die Finanzierung von islamischen Schulen. Im Oktober 2020 kündigte die Macron-Regierung ein Gesetz gegen den „islamischen Separatismus“ an, welches den Einfluss der Türkei begrenzen sollte, was zu einem Streit mit der Türkei führte. Die bilateralen Beziehungen erreichten durch die Streitigkeiten einen Tiefpunkt und arteten in persönlichen Angriffen aus. Im November 2019 kritisierte der französische Präsident Emmanuel Macron die türkische Invasion im Nordosten Syriens und bezeichnete die Offensive als Beitrag zum „Hirntod“ in der NATO, da sie die Koordination zwischen den Verbündeten untergrabe. Der türkische Präsident Recep Tayyip Erdoğan entgegnete, vielleicht sei Macron „hirntot“. Nach einem weiteren Streit infolge des Mordes an Samuel Paty sagte Erdogan im September 2020, dass „Macron in psychiatrische Behandlung gehöre“ und warf ihm Islamfeindlichkeit vor, woraufhin Frankreich seinen Botschafter aus der Türkei abzog. Während den Protesten der Gelbwestenbewegung äußerte Erdogan den Wunsch, dass die Franzosen Macron „so bald wie möglich loswerden“.

## Wirtschaftsbeziehungen
Mit den offenen Marktbedingungen (für Industrieprodukte), die mit der Zollunion zwischen der EU und der Türkei ab 1996 geschaffen wurden, stiegen die Handelszahlen zwischen Frankreich und der Türkei in den darauf folgenden fünf Jahren um das Zweieinhalbfache und erreichten im Jahr 2000 5,8 Milliarden US-Dollar, wobei Frankreich einen deutlichen Überschuss verzeichnete. Im Jahr 2018 lag das Handelsvolumen bei 14 Milliarden Euro und Frankreich war der Abnehmer von 4,3 % aller türkischen Exporte. 2021 war der bilaterale Handel weiter auf 16,5 Milliarden Euro angestiegen.
2020 hatte Erdogan aufgrund der politischen Streitigkeiten zwischen beiden Ländern zum Boykott französischer Produkte aufgerufen.

## Migration
Es wird geschätzt, dass in Frankreich knapp 887.000 Menschen türkischer Abstammung leben, darunter 783.000 türkische Staatsbürger.

## Diplomatische Standorte
- Frankreich hat eine Botschaft in Ankara und ein Generalkonsulat in Istanbul.
- Die Türkei hat eine Botschaft in Paris und Generalkonsulate in Bordeaux, Lyon, Marseille, Nantes und Straßburg.

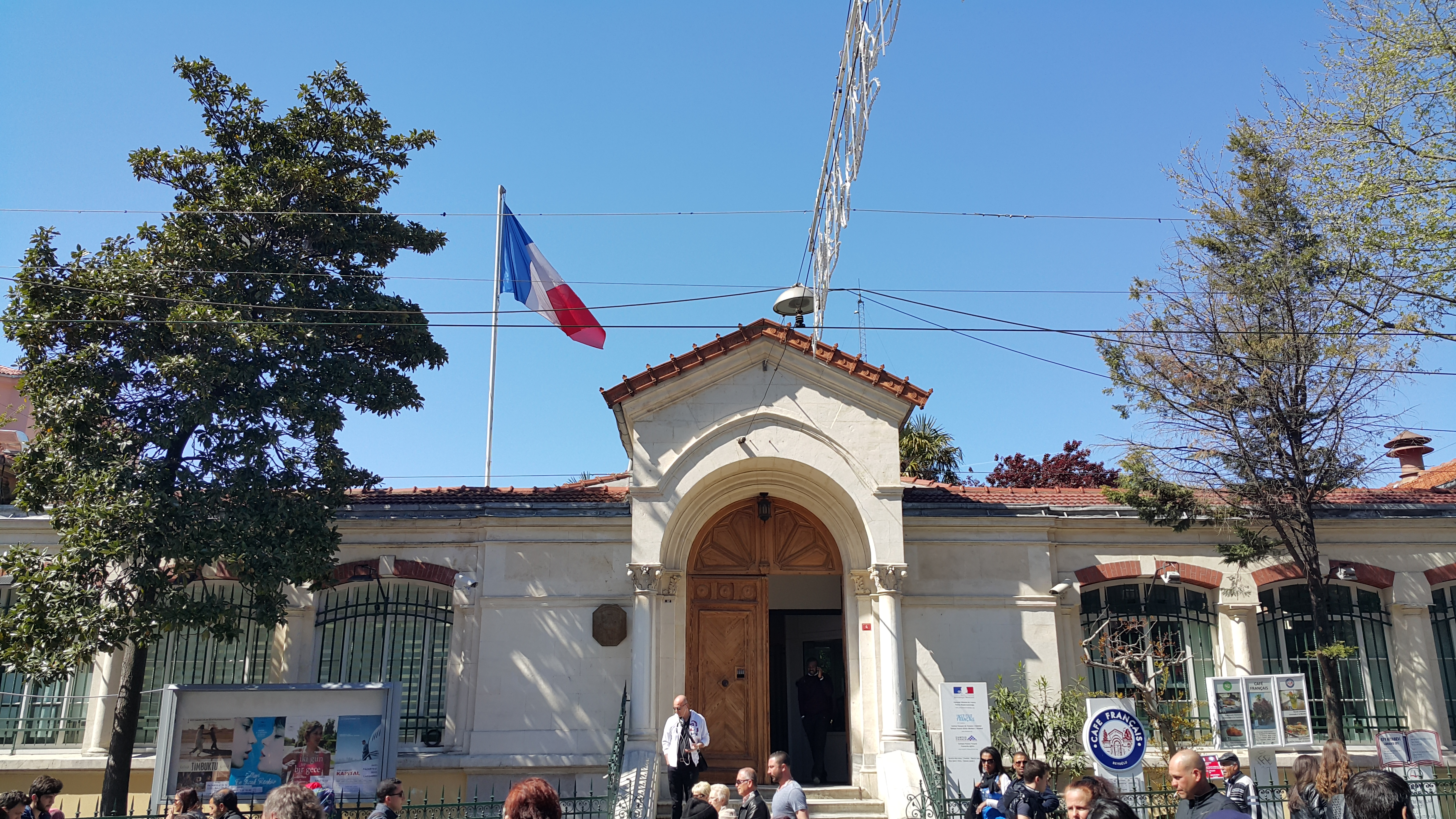
Französisches Generalkonsulat in Istanbul
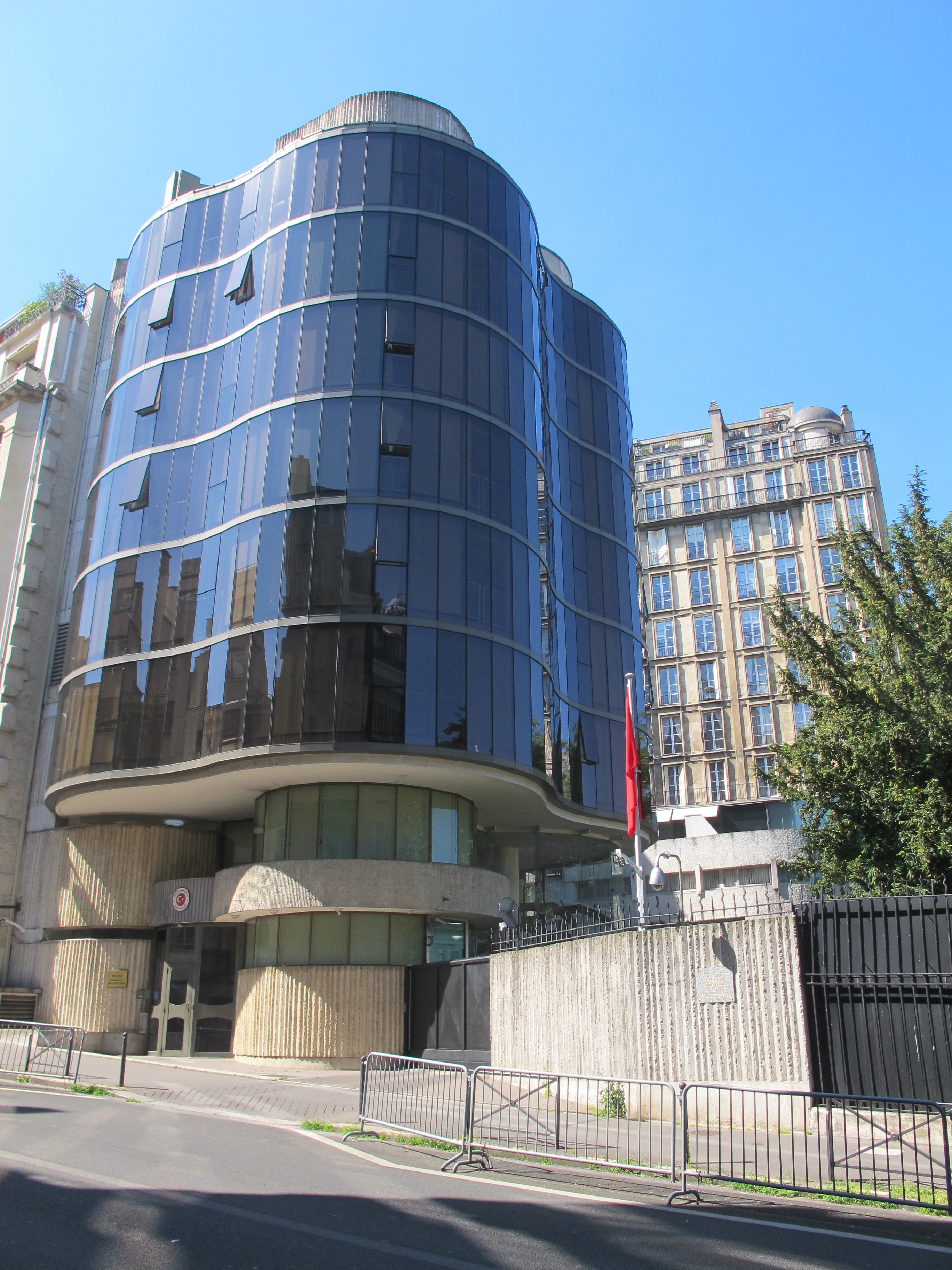
Türkische Botschaft in Paris
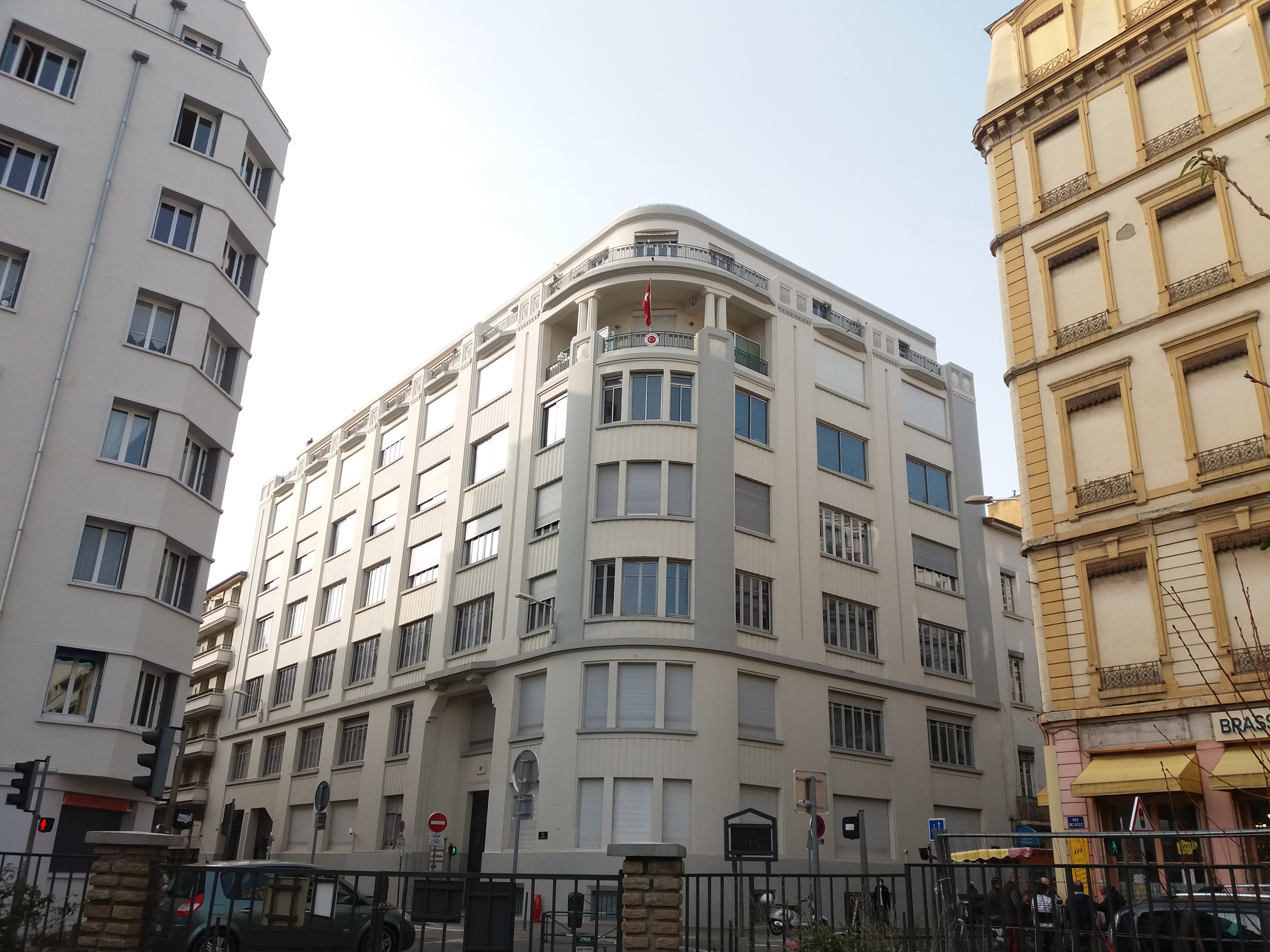
Türkisches Generalkonsulat in Lyon
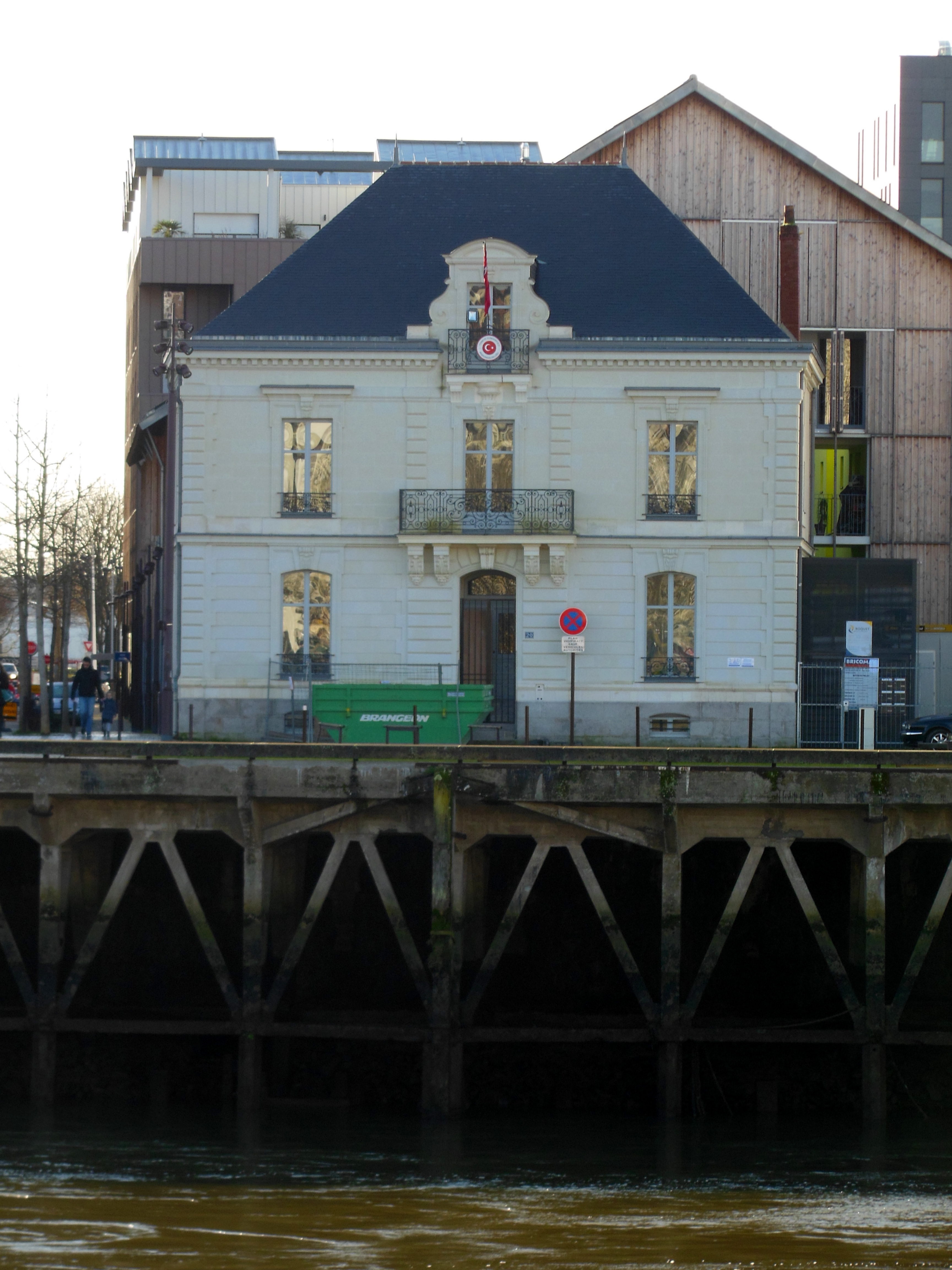
Türkisches Generalkonsulat in Nantes